# باول روز
باول روز هو نقابي وسياسي كندي، ولد في 16 أكتوبر 1943 في مونتريال في كندا، وتوفي بنفس المكان في 14 مارس 2013 بسبب سكتة. حزبياً، نشط في جبهة تحرير كيبيك.